# Zabar (Nógrád)
Zabar est un village et une commune du comitat de Nógrád en Hongrie.